# Einsiedeln
Einsiedeln je grad u Švicarskoj i drugi po veličini grad kantona Schwyza. Poznat je i po baroknoj bazilici Samostan Einsiedeln, koja je najvažnija barokna zgrada u Švicarskoj, s kapelom i kipom Crne Madone, koja uživa veliki ugled među katolicima.

## Povijest
Već prije 12000 godina, dolinu su posjetili nomadski lovci. Brojni arheološki nalazi iz kamenog doba i brončanog doba, otkriveni su u posljednjih nekoliko godina. No, poslije toga vjerojatno nema stalnih naselja u ovom području.

## Poznate osobe
- Theophrastus Phillippus Aureolus Bombastus von Hohenheim Paracelsus (*1493), liječnik
- Milica Pavlović, srpska pjevačica

## Vanjske poveznice
- Službena stranica